# アンガラ (ロケット)
アンガラ (ロシア語: Ангара, 英語: Angara) はロシアで開発・運用されている人工衛星打ち上げ用ロケットである。名称はロシアのアンガラ川に由来する。

## 概要
アメリカのEELVと同様に規格化された設計が為され、必要に応じて構成を変えることで3,800から24,500kgの貨物を低軌道に投入できる。これによりコスモス-3M、ツィクロン、ロコット、ゼニット、プロトンなどの打ち上げロケットを置き換える事を目的としている。将来は補助ブースターとして回収可能性が特徴であるバイカル・ブースターを用い、大幅なコスト削減が可能としている。
最初の打ち上げは、プレセツク宇宙基地からアンガラ1.2バージョンで行われた。財政難の影響で射点の建設が遅れたため、初の打上げは2014年7月まで遅れた。ただ、打ち上げ実験自体は、1段目にアンガラロケットと同様のものが使われている韓国の羅老打ち上げと同時に始まっており、2009年に初の打ち上げが行われた。

## 設計

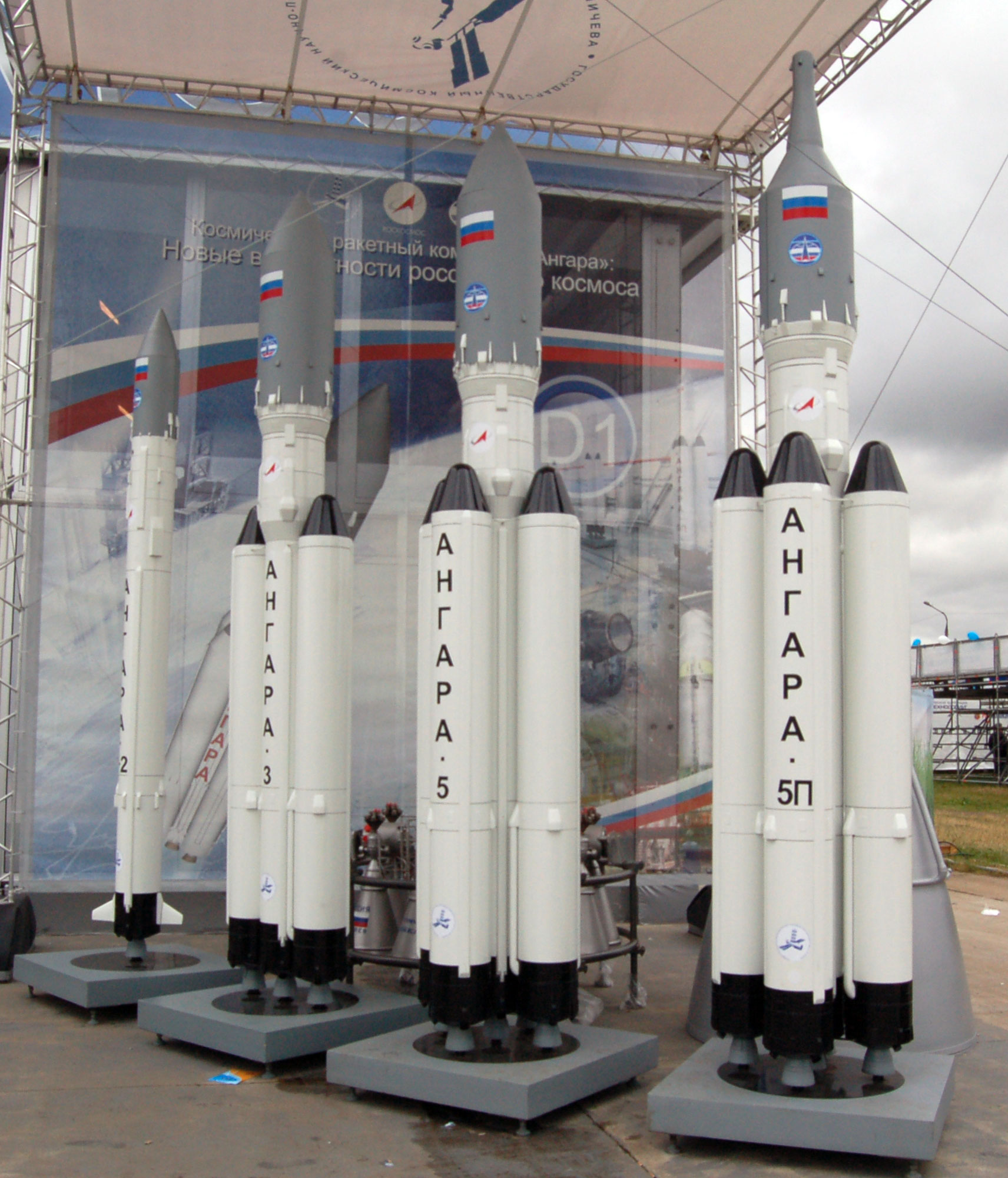
MAKS 2009で展示されたアンガラの模型

アンガラロケットはユニバーサル・ロケット・モジュール (URM) という共通モジュールを各バージョンで使用する。EELVとは異なりアンガラは固体燃料ロケットブースター (SRB) は使用しない。
一段目はURM-1と呼ばれ、液化酸素とRP-1を燃料とするエンジンであるRD-191を備える。必要に応じてURM-1を1、3、5または7本を束ねて使用される。
二段目は1.2バージョンでのみソユーズ2.1bでも使用されるブロック Iを使用し、それ以外のバージョンではURM-2と呼ばれるブロック Iを拡張したモジュールを使用する。
大半のバージョンは無人の打ち上げを対象とするが、アンガラA5PとアンガラA7Pは有人打ち上げ能力を有するように設計される。すべてのアンガラロケットは同一の射場設備を使用する。

### URM-1: 1段目と補助ロケット
ユニバーサル・ロケット・モジュール (URM) はアンガラのどのモデルでも共通するコアである。アンガラ A5は4基のURM-1を補助ロケットとして追加する。それぞれのURM-1は液体酸素とRP-1（ケロシン）を燃焼する1基のNPO エネゴマシュRD-191を装備する。
RD-191は元はエネルギアのブースターの動力として開発された4基の燃焼室を備えるRD-170から派生した単燃焼室式のエンジンである。
ゼニットに採用されている4燃焼室式のRD-171や、ULAのアトラス Vに採用されている2燃焼室式のRD-180も同様にRD-170の派生型である。ソユーズ 2-1vの1段目には1970年代に設計されたNK-33が採用されており、この代替としてRD-193が検討されている。RD-191は出力を30%まで下げることが可能で、中央のURM-1はURM-1補助ロケットの分離時まで推進剤を温存することができる。
URM-1は液体酸素タンクが上部にありタンク内構造は飛行制御とテレメトリの機器と下にケロシンのタンクで構成される。モジュールの底部の推進装置はピッチとヨーの制御のためのジンバル機構とロールの制御のための推進器を備える。

### URM-2: 2段目
キマフトマティキ製RD-0124Aを備えたアンガラの2段目はURM-2として分類され、同様に液体酸素とケロシンを燃焼する。RD-0124Aは現在ソユーズ2の2段目のブロックIの動力であるRD-0124と似ている。URM-2の直径はアンガラA5と他の派生型用には3.6mが予定される。アンガラ 1.2はより小型の RD-0124Aを動力とする段目を備え、ブロックIと大半が共通の直径2.66m 或いは拡大されてURM-1の直径と同じ2.9mになる可能性がある。

### 上段
アンガラ1.2及びアンガラA5で低軌道にペイロードを運ぶ場合には上段が使用されることはない。 静止トランスファ軌道のようなより高エネルギーの軌道へは、アンガラ A5はプロトン-Mロケットでも使用されたN2O4/UDMH系のS5.98Mをエンジンとするブリーズ-M上段、或いはLH2/LOXを推進剤とするRD-0146Dエンジンを採用した新たな極低温上段KVTKを使用する予定である。ボストチヌイからの打ち上げでは有毒な推進剤を使用するブリーズMを避けるためにブロックDの使用が検討される。

## 派生型

アンガラの派生型

### アンガラ 1.2
開発中の最小のアンガラは1基のURM-1 コアと改良されたブロック Iを備えるアンガラ1.2である。離陸時の重量は171トンで200 km x 60°の軌道へ3.8トンの投入が可能である。

#### アンガラ 1.2pp
改良型のアンガラ1.2はアンガラ 1.2pp（Angara-1.2 pervyy polyot, アンガラ-1.2 初飛行を意味する）と呼ばれ、2014年7月9日のアンガラの初飛行の弾道飛行で使用された。この打ち上げでは22分間で重量1,430 kg (3,150 lb) の模擬のペイロードを運んだ。アンガラ 1.2pp の重量は171,000 kg (377,000 lb) で、推進剤は1基のURM-1段と直径3.6 m (12 ft) のURM-2の一部に充填された。アンガラ 1.2ppは、アンガラの最初の軌道周回飛行（2014年12月23日に実施）の前にアンガラA5の主要な構成要素を試験する目的で打ち上げられた。

### アンガラ A5
2番目に開発されたアンガラは1基のURM-1コアと4基のURM-1ブースターと2段目の3.6m URM-2と上段のブリーズ-M或いはKVTKで構成されるアンガラA5HLVだった。 アンガラ A5は打ち上げ時重量773トンで、軌道投入能力は高度200 km x 軌道傾斜角60°の軌道へ24.5トンの予定である。静止トランスファ軌道への投入能力は、ブリーズM搭載時でへ5.4トン、KVTK搭載時では7.5トンの予定である。
アンガラ A5は4基のURM-1をブースターとして使用し、最大推力でおよそ214秒間噴射してから分離する。中央のURM-1は離陸時のみ最大推力で、その後ブースター分離までの間は推進剤を温存するために出力を30%に抑えて飛行する。ブースター分離後に最大推力に戻し、110秒間燃焼する。

### 計画された派生型

#### アンガラ 1.1
軌道投入能力が2トンのブリーズ-KMを2段目として使用する初期のより小型の計画はアンガラ1.1と呼ばれた。この派生型は2013年に就役したソユーズ 2-1vと能力が重複するので中止された。

#### アンガラ A3
アンガラ A3は1基のURM-1コアと2基の URM-1ブースター、直径3.6mのURM-2で構成され、高軌道ミッションのためにブリーズ-Mあるいは水素を推進剤とする上段をオプションで搭載できる予定だった。この機体用の水素推進剤の段はRCAFと呼ばれ、アンガラ A5のKVTKよりも小型になる予定だった。この機体が担当する予定だったペイロード（200 km x 60°へ14.6トン、GTOへはブリーズ-Mで2.4トン或いは水素上段で3.6トン）は大半がソユーズ2で網羅されており、この機体は現在の計画からは落ちている。

#### アンガラ A5P
クルニチェフはアンガラ A5を用いて新しい18トンの乗員輸送用宇宙船を打ち上げるアンガラ A5Pを提案した。この派生型は4基のURM-1をブースターとして中央のコア URM-1の周囲に配置するところまではアンガラ A5と同じであるが、2段目を備えず宇宙船をスペースシャトルやブランのように完全な周回軌道へ引き継ぐためのわずかな弾道軌道へ投入する。この方法の利点は全てのエンジンが地上にいる時点で点火して状態を確認できる事で、不確実性のある打ち上げ後の空中での点火を除去できる。RD-191エンジンも同様に安全性を増やすために推力を減らして運転される可能性がある。

#### アンガラ A5V
クルニチェフは新型の大型水素上段 (URM-2V) によってURM-2を置き換え、推力を増強したURM-1を備えた改良型のアンガラ A5を提案した。URM-1ブースターの推力を最初の40秒間に10%高め、クロス供給とより強力なRD-195をURM-1に搭載する事でURM-2をより重たいURM-2Vに置き換えても良好な推力/重量比をもたらす事を目的とする。最終的な仕様ではA5Vの能力は低軌道へ35-40トンが考えられる。

#### アンガラ A7
超重量級のアンガラ A7は総重量1133トンで200 km x 60°の軌道へ35トン、あるいはURM-2の代わりにKVTK-A7を2段目として装備することで静止トランスファ軌道へ12.5トンを投入する能力を備える。 大量の推進剤を搭載するためにURM-1を大型化する必要があること、水素推進系のKVTKを新たに開発しなければならないことから、現時点ではこの機体の開発予定はない。アンガラ A7は専用の発射台が必要になる予定だった。

#### アンガラ-100
アンガラ-100は2005年にクルニチェフによって提案されたNASAのビジョン・フォー・スペース・エクスプロレーションのための超重量物打ち上げ機である。ロケットは4基のRD-170を動力とするブースターと1基のRD-180を動力とするコアとエネルギアのRD-0120エンジンを改良したRD-0122を備える極低温上段で構成される。低軌道へのペイロード運搬能力は100トン以上の予定だった。

#### バイカル
NPOモルニヤと共にクルニチェフは同様にバイカルという名称の再使用可能なURM-1ブースターが計画された。URM-1に主翼、尾翼、着陸装置、帰還飛行用のエンジンと姿勢制御推進器を装備することでミッション終了後に空港に帰還する予定であった。

## 打ち上げ施設
ロケットはロシアのプレセツク宇宙基地とボストチヌイ宇宙基地から打ち上げられる予定である。ロシアはソ連時代から使用中のカザフスタンのバイコヌール宇宙基地の使用を減らしたいと願っている。カザフスタンとのBaiterek計画ではアンガラA5の打ち上げがバイコヌールから行われる可能性もある。2009年には、プレセツク射場の建設予算が減額されたことがアンガラの開発の主な障害であると報告された。

## 生産と販売
ユニバーサルロケットモジュールとブリーズ-M上段ロケットの生産はオムスクのクルニチェフの子会社であるPolyot生産会社で行われる。2009年にPolyotは7億7140万ルーブル（約2500万ドル）をアンガラの製造ラインに投資した。RD-191エンジンの設計と試験はNPOエネゴマシュが行い生産はペルミのプロトン-PMが行う 。
すべてのアンガラシリーズは商業打ち上げに販売される予定で値段はアンガラ1.1が約2000万ドルである。

## 仕様
| バージョン                 | アンガラ 1.1 （キャンセル） | アンガラ 1.2      | アンガラ A3 （構想中） | アンガラ A5       | アンガラ A5P （構想中） | アンガラ A7P （構想中） | アンガラ A7V （構想中） |
| -------------------------- | --------------------------- | ----------------- | ---------------------- | ----------------- | ----------------------- | ----------------------- | ----------------------- |
| 一段目                     | 1xURM-1, RD-191             | 1xURM-1, RD-191   | 3xURM-1, RD-191        | 5xURM-1, RD-191   | 5xURM-1, RD-191         | 7xURM-1, RD-191         | 7xURM-1, RD-191         |
| 二段目                     | ブリーズ-KM                 | Block I, RD-0124A | URM-2, RD-0124A        | URM-2, RD-0124A   | --                      | --                      | --                      |
| 三段目 (LEOには使用しない) | --                          | –-                | ブリーズ-M/KVSK        | ブリーズ-M/KVTK   | --                      | KVTK-A7                 | KVTK-A7                 |
| 推力 (地上)                | 196 Mgf (1.92 MN)           | 196 Mgf (1.92 MN) | 588 Mgf (5.77 MN)      | 980 Mgf (9.61 MN) | 980 Mgf (9.61 MN)       | 1,372 Mgf (13.44 MN)    | 1,372 Mgf (13.44 MN)    |
| 打ち上げ重量               | 149 t                       | 171.5 t           | 478 t                  | 759 t             | 713 t                   | 1,125 t                 | 1,184 t                 |
| 全高 (最大)                | 34.9 m                      | 41.5 m            | 45.8 m                 | 55.4 m            | ?                       | ?                       | ?                       |
| ペイロード (LEO 200 km)    | 2.0 t                       | 3.7 t             | 14.6 t                 | 24.5 t            | 18.0 t                  | 36.0 t                  | 40.5 t                  |
| ペイロード (GTO)           | --                          | --                | 2.4/3.7 t              | 5.4/7.3 t         | --                      | ?                       | --                      |
| ペイロード (GEO)           | –-                          | –-                | 1.0/2.0 t              | 2.9/4.5 t         | --                      | 7.5 t                   | 9 t                     |

## 開発の歴史
- 1995年8月26日 ロシア政府はアンガラロケットの開発を承認した[23]。

- 2007年12月12日 クルニチェフはNPOエネゴマシュの技術者が飛行状態に近い状態で第一段の油圧系と操舵アクチュエータの試験に成功したと発表した[23]。
- 同時期に、サリュート設計局とクルニチェフの協力によりアンガラロケットの第一段の再使用可能なブースターロケットが設計された[24]。

- 2008年4月14日 Rian newsはクルニチェフのディレクターが月曜日に新世代のロシアのロケットの飛行試験が2010年に開始されると発表したと報告。

- 2008年9月5日 NPOエネゴマシュのRD-191の開発者がエンジン完全燃焼試験が完了し、生産の準備が整ったと報告[25]。

- 2009年1月10日 最初に完成したURMが地上試験に運ばれる。低温試験と燃焼試験が2009年の前半に予定される[26]。

- 2009年1月18日 両方の推進剤の部材の試験が行われた。

- 2009年4月29日 最初の低温試験が行われ、URMに100ｔ近い液体酸素を注入して油圧と空圧ポンプシステムの機能が調べられた。

- 2009年7月30日 RD-191エンジンを搭載したURMの最初の燃焼試験が行われた[27]。

### 羅老ロケットとしての打ち上げ
2009年8月25日、韓国の羅老ロケット初号機が打ち上げられた。第一段にURM/RD-151が使用されており、全高30 mで重量140 トンの羅老は、サイズがアンガラ1.1と似ている。1回目となる打ち上げはURMの試験を兼ねており高度196 kmに達した。第1段すなわちURM/RD-151エンジンの打ち上げとしては成功したが、韓国で製造された2段目のフェアリングの分離に失敗したために衛星 (STSAT-A) の軌道投入はできなかった。この一連の韓国での打ち上げでロシアは2億1000万ドルの資金を得た。
2009年12月5日、ロシア連邦宇宙局はエンジンの試験が完了したが資金不足のためにアンガラの最初の飛行試験は2011年から2012年に延期すると発表。クルニチェフロケットの開発の完了までに次の3年間で10億ルーブル(約2億9000万ドル)の追加の割り当てが必要だと政府に打診した。
2010年6月10日、韓国の羅老ロケット2号機は発射137秒後、通信が途絶し、爆発、墜落した。失敗の原因は韓国側が製造した2段目が予定時間前に点火した事による。
2013年1月30日、韓国の羅老ロケット3号機はロシアの全面的な技術支援の下で、衛星STSAT-2Cを軌道投入する事に成功した。RD-151エンジンを搭載した1段目はロシアが単独で開発・製造・運用し、韓国は1段目に全く関わっていない。

### アンガラとしての初打ち上げ
2014年6月4日、ロシア連邦宇宙局は、6月25日にアンガラ1.2の1号機をプレセツク宇宙基地から打ち上げることを発表した。1号機は特別に「初打ち上げ」を意味する первый пуск の頭文字を取って「アンガラ1.2PP」と名付けられている。この打ち上げでは人工衛星は搭載されず、弾道飛行が予定されている。6月25日の打上げは説明なく27日に延期、27日もまた延期となった。28日には再々度延期され、一旦発射台から組立棟に戻された。延期の理由は1段目の酸化剤タンクのドレンバルブが凍結し、閉じなかったことであり、7月9日打ち上げ予定と報じられた。
2014年7月9日16時 (モスクワ時間) 、アンガラ1.2PPは初の打上げに成功した。プレセツク宇宙基地から打ち上げられ、22分間の弾道飛行の後に5,700km離れたカムチャツカ半島のクラ射撃場に着弾したと発表された。
2014年12月23日5時57分 (UT)、アンガラA5の1号機、アンガラA5-1LMがプレセツク宇宙基地から打ち上げられた。1LMは「1番目の打ち上げ機」を意味するロシア語の頭文字に由来する。アンガラA5は、4基のURM-1を第1段、中央部の1基のURM-1を第2段、その上のURM-2を第3段とする構成で、今回は第3段の上段に2tのダミー衛星を積んだブリーズMが搭載されて打ち上げられた。打上げから12分後にブリーズMが切り離され、約9時間後には静止衛星軌道に到達した。

## 打ち上げ記録
| No | 日付           | 時間 (UTC) | 仕様           | 射場         | 結果       | ペイロード                                | 備考                                                         |
| -- | -------------- | ---------- | -------------- | ------------ | ---------- | ----------------------------------------- | ------------------------------------------------------------ |
| 1  | 2014年7月9日   | 12:00      | アンガラ 1.2PP | プレセツク   | 成功       | ダミーペイロード                          | 弾道飛行試験。二段目をBlock IからURM-2に置換えた特別仕様機。 |
| 2  | 2014年12月23日 | 05:57      | アンガラ A5    | プレセツク   | 成功       | ダミーペイロード                          | ブリーズMに2tのダミーを搭載して打ち上げ。                    |
| 3  | 2020年12月27日 | 05:50      | アンガラ A5    | プレセツク   | 成功       | ダミーペイロード                          |                                                              |
| 4  | 2021年12月14日 | 19:00      | アンガラ A5    | プレセツク   | 部分的失敗 | ダミーペイロード                          | 上段にペルセイ・ブースターを搭載した初の打ち上げ。           |
| 5  | 2022年4月29日  | 19:55      | アンガラ 1.2   | プレセツク   | 成功       | コスモス2555号                            |                                                              |
| 6  | 2022年10月15日 | 05:50      | アンガラ 1.2   | プレセツク   | 成功       | コスモス2560号                            |                                                              |
| 7  | 2024年4月11日  | 09:00      | アンガラ A5    | ボストチヌイ | 成功       | ダミーペイロード 超小型衛星「Gagarinets」 | 初のボストチヌイ宇宙基地からの打ち上げ                       |

## 比較にあげられるロケット
- デルタ IV
- アトラス V
- アリアン5
- 長征5号
- ファルコン9